# Tian Zifang
Tian Zifang (chinesisch 田子方, Pinyin Tián Zǐfāng) war ein chinesischer Philosoph aus der Zeit der Streitenden Reiche, der in vielen alten Texten erwähnt wird. Das 21. Kapitel des Werkes Zhuangzi wurde beispielsweise nach ihm benannt. Dongguo Shunzi (chinesisch 東郭順子, Pinyin Dōngguō Shùnzi) war sein Lehrer.
Er war vermutlich ein enger Berater von Herzog Wen von Wei (魏文侯), eines erleuchteten Herrscher, der den Thron des Staates Wei (魏) von 445 bis 396 v. Chr. innehatte.
Chinesischen Quellen zufolge lautet sein Familienname Tian (田), sein Rufname (ming) Wuzi (无择) und sein Großjährigkeitsname (zi) Zifang (子方).
Der deutsche Sinologe Richard Wilhelm macht darauf aufmerksam, dass Tian Zifang nach Han Changli (韩昌黎, d. i. Han Yu 韩愈) ein Schüler Zixias (子夏), des bekanntesten Konfuziusjüngers, gewesen sei. Von ihm wiederum habe Zhuangzi gelernt.
| Personendaten    | Personendaten                                              |
| ---------------- | ---------------------------------------------------------- |
| NAME             | Tian Zifang                                                |
| ALTERNATIVNAMEN  | 田子方 (chinesisch); Tián Zǐfāng                           |
| KURZBESCHREIBUNG | chinesischer Philosoph                                     |
| GEBURTSDATUM     | zwischen 5. Jahrhundert v. Chr. und 3. Jahrhundert v. Chr. |
| STERBEDATUM      | zwischen 5. Jahrhundert v. Chr. und 3. Jahrhundert v. Chr. |